# Leo von Caprivi
Georg Leo Graf von Caprivi de Caprera de Montecuccoli (tên khai sinh là Georg Leo von Caprivi; 24 tháng 2 năm 1831 – 6 tháng 2 năm 1899) là một Thượng tướng Bộ binh và chính khách của Đức, người đã kế nhiệm Otto von Bismarck làm Thủ tướng Đức. Ông là người Phổ gốc Ý và Slavơ, đã từng tham gia quân đội Phổ trong các cuộc chiến tranh với Áo năm 1866, trên cương vị là một thành viên bộ tham mưu của Binh đoàn thứ nhất. Sau đó, trong cuộc Chiến tranh Pháp-Đức năm 1870 – 1871, ông được bổ nhiệm làm tham mưu trưởng của Quân đoàn X, một phần thuộc Binh đoàn thứ hai, và đã tham chiến trong các trận đánh quanh Metz và quanh Orléans. Vào năm 1883, ông được bổ nhiệm làm Bộ trưởng Bộ Hải quân, chỉ huy hạm đội và đại diện cho hải quân Đức trong Quốc hội. Ông từ chức năm 1888 và được đổi làm tư lệnh Quân đoàn X.
Do ông là người có tài điều khiển và không dính líu với các đảng phái chính trị, Bismarck đã từng coi Caprivi là người kế nhiệm có tiềm năng của mình. Và, vào ngày 20 tháng 3 năm 1890, Caprivi được phong làm Thủ tướng của Đức và Phổ, đồng thời là Bộ trưởng Ngoại giao. Ông giữ ghế Thủ tướng Đức cho đến tháng 10 năm 1894. Dưới thời ông, bộ luật chống xã hội chủ nghĩa bị bãi bỏ và việc phục vụ quân ngũ được cắt ngắn từ 3 năm xuống 2 năm. Ngoài ra, như một phần thuộc "đường lối mới" của Đức hoàng Wilhelm II, Caprivi đã từ bỏ chính sách phối hợp về quân sự, kinh tế và tư tưởng với Nga với Bismarck, và không thể hình thành mối quan hệ chặt chẽ với Anh. Ông đã đàm phán các hiệp ước thương mại và chú trọng tái cấu trúc nền quân sự Đức.

## Tiểu sử
Ông sinh ra tại Charlottenburg (khi ấy là một thị trấn ở tỉnh Brandenburg của Phổ, ngày nay là một quận của Berlin), là con trai của luật gia Julius Leopold von Caprivi (1797 – 1865), người mà sau này đã trở thành thẩm phán tại tòa án tối cao Phổ và là thành viên của Viện Quý tộc Phổ. Gia đình bên nội của ông có nguồn gốc Ý và Slovenia, tên họ ban đầu là Kopriva và xuất pháp từ Koprivnik (Nesseltal) gần Kočevje ở miền Kočevski Rog (Hornwald) của Hạ Carniola (Slovenia ngày nay). Gia tộc Caprivi đã được phong làm quý tộc trong các cuộc chiến tranh Ottoman-Habsburg vào thế kỷ 17, sau này họ dời đến Landau ở Schlesien. Mẹ của ông là Emilie Köpke, con gái của Gustav Köpke, hiệu trưởng trường trung học Berlinisches Gymnasium zum Grauen Kloster và là thầy học của Otto von Bismarck, người tiền nhiệm của Caprivi.

### Sự nghiệp quân sự

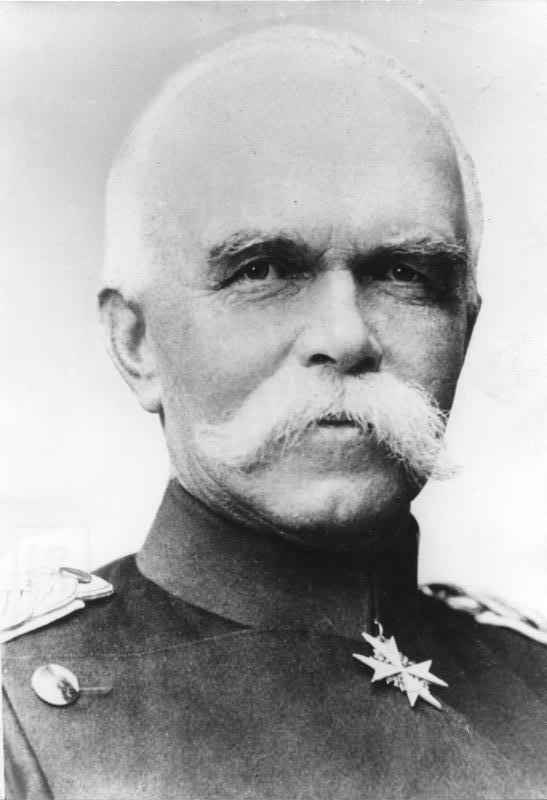
Caprivi khoảng năm 1880.

Caprivi đã gia nhập quân đội Phổ vào năm 1849 và tham chiến trong cuộc Chiến tranh Đức-Đan Mạch năm 1864, cuộc Chiến tranh Áo-Phổ năm 1866 (với tư cách là một thiếu tá trong bộ tham mưu của Vương thân Friedrich Karl của Phổ), và cuộc Chiến tranh Pháp-Đức (1870 – 1871), trên cương vị là tham mưu trưởng của Quân đoàn X. Được sự đồng tình của Tổng tham mưu trưởng Helmuth von Moltke, Caprivi được phong quân hàm Thượng tá và đã thể hiện tài năng của mình trong trận Mars-la-Tour, cuộc vây hãm Metz và trận Beaune-la-Rolande, được trao tặng Huân chương Quân công cao quý nhất của Phổ.
Sau khi cuộc chiến tranh chấm dứt, ông đã phục vụ trong Bộ Chiến tranh Phổ. Vào năm 1882, ông được lãnh chức Sư trưởng của Sư đoàn Bộ binh số 30 tại Metz. Vào năm 1883, ông kế nhiệm Albrecht von Stosch, một đối thủ gay gắt của Thủ tướng Bismarck, làm Bộ trưởng Bộ Hải quân Đức. Việc Bismarck ủy nhiệm ông làm Bộ trưởng Hải quyan6 đã gây bất mãn lớn trong đội ngũ sĩ quan hải quân. Tuy nhiên, Caprivi đã thể hiện đáng kể tài năng quản lý của mình khi giữ chức vụ này.
Những bất đồng của Caprivi với chính sách hải quân của Hoàng đế Wilhelm I đã dẫn đến sự từ chức của ông vào năm 1888. Trong một thời gian ngắn, ông được bổ nhiệm làm tư lệnh của quân đoàn cũ của mình, Quân đoàn X đặt doanh trại tại Hanover, trước khi được Hoàng đế Wilhelm II triệu hồi về kinh thành Berlin vào tháng 2 năm 1890. Caprivi được biết rằng Đức hoàng có dự kiến cử ông thay thế Bismarck nếu như vị "Thủ tướng Sắt và Máu" phản kháng những thay đổi đối với chính phủ mà Wilhelm đề xuất, và sau khi Bismarck bị sa thải vào ngày 18 tháng 3, Caprivi nhậm chức Thủ tướng.

## Thủ tướng Đức
Thời kỳ cầm quyền của Caprivi mang dấu ấn của cái mà các nhà sử học gọi là Đường lối mới (Neuer Kurs) về cả chính sách đối ngoại lẫn đối nội, với các hoạt động hướng đến sự hòa giải của Đảng Dân chủ Xã hội về đối nội, và hướng đến một chính sách đối ngoại thân Anh, được cụ thể hóa bởi Hiệp định Anh-Đức vào tháng 7 năm 1890, theo đó người Anh nhượng Heligoland cho Đức để đổi lấy quyền kiểm soát Zanzibar. Sự kiện này đã gây phẫn nộ cho các tổ chức có chủ trương đẩy mạnh chủ nghĩa thực dân như Liên minh Đại Đức (Alldeutscher Verband), trong khi chính sách tự do thương mại của Caprivi đã dẫn tới sự đối kháng từ những người bảo thủ theo chủ nghĩa bảo hộ nông nghiệp. Hiệp ước cũng mang lại cho Đức dải Caprivi (Caprivizipfel), dải đất đã được thêm vào lãnh thổ Tây Nam Phi thuộc Đức, nhờ đó xứ thuộc địa Tây Nam Phi được nối liền với sông Zambezi, mà ông hy vọng sử dụng với mục đích giao thương và giao lưu với Đông Phi. Điều đáng tiếc là thuyền bè không thể đi lại được trên con sông lớn này. Ông phản đối những ý tưởng về một cuộc chiến tranh đề phòng với Nga mà tướng Alfred von Waldersee đã đề ra, tuy nhiên ông đồng thuận với quyết định của Đức hoàng Wilhelm II và các đại thần có cùng khuynh hướng trong Văn phòng Ngoại giao mà tiêu biểu là Friedrich von Holstein về việc bãi bỏ Mật ước tái cam kết mà Bismarck đã ký với Nga vào năm 1887, và điều này đã thúc đẩy Nga thiết lập liên minh với Pháp.
Sự chống đối của Đảng Bảo thủ đối với Chính phủ Caprivi gia tăng, kèm theo những cuộc công kích công khai không ngừng nghỉ của cựu Thủ tướng Bismarck. Caprivi cũng đánh mất sự ủng hộ của Đảng Tự do Quốc gia và Đảng Tiến Bộ trong một thất bại lập pháp vào năm 1892 khi ông cổ vũ Bộ trưởng Giáo dục Phổ đề xuất Đạo luật trường học, theo đó một số đặc quyền của Giáo hội Công giáo được khôi phục. Đây là một nỗ lực bất thành nhằm khôi phục cho Đảng Trung tâm (theo Công giáo) sau khi Bismarck sung công tài sản của Nhà thờ và hạn chế vai trò của Nhà thờ trong nền giáo dục trong cuộc Đấu tranh Văn hóa (Kulturkampf) của ông. Caprivi, mặc dù là một tín đồ Kháng Cách, cần có 100 phiếu của Đảng Trung tâm Công giáo nhưng điều đó đã gây cho các nhà chính trị theo Kháng Cách hãi hùng. Thậm chí nhiều người bảo thủ và một số người theo Đảng Dân chủ Xã hội cũng phản đối đạo luật này. Caprivi bị buộc phải từ chức Thủ tướng Phổ và được thay thế bởi Bá tước Botho zu Eulenburg, dẫn đến một sự chia rẽ quyền lực khó lường giữa Thủ tướng Đức và Thủ tướng, và điều này cuối cùng dẫn đến việc cả hai ông bị sa thải vào năm 1894. Đức hoàng cử Vương công Chlodwig von Hohenlohe-Schillingsfürst làm tân Thủ tướng của Phổ và Đế quốc Đức.
Những thành tựu cơ bản của ông là các đạo luật quân đội năm 1892 và 1893, cùng với hiệp định thương mại được ký kết với Nga vào năm 1894.